# Лэнгридж, Мэтт
Мэ́ттью Кейр Лэ́нгридж (англ. Matthew Keir Langridge; 20 мая 1983, Кру) — британский гребец, выступает за национальную сборную Великобритании по академической гребле начиная с 2004 года. Чемпион летних Олимпийских игр в Рио-де-Жанейро, серебряный призёр Олимпиады в Пекине, бронзовый призёр Олимпиады в Лондоне, двукратный чемпион мира, чемпион Европы, победитель и призёр этапов Кубка мира, победитель многих регат национального и международного значения.

## Биография
Мэтт Лэнгридж родился 20 мая 1983 года в городе Кру графства Чешир. Детство провёл в Нортвиче, начальное образование получил в школах Hartford High School и St Nicholas Catholic High School. Активно заниматься гребным спортом начал с раннего детства, проходил подготовку в местном норвичском гребном клубе под руководством тренера Пола Рафферти. Позже присоединился к гребному клубу «Лендер» из Хенли-он-Темса.
Дебютировал на международной арене ещё в сезоне 2000 года, выступив на чемпионате мира среди юниоров в Загребе — в зачёте двоек парных занял в финале четвёртое место, немного не дотянув до призовых позиций. Год спустя на юниорском мировом первенстве в немецком Дуйсбурге выступал в программе одиночек и стал единственным британским гребцом, кому удалось выиграть здесь золотую медаль. Позже в том же году он установил рекорд Великобритании в гребле на тренажёрах в возрастной категории до 18 лет, преодолев дистанцию в 2000 метров за 5 минут 59 секунд.
Благодаря череде удачных выступлений Лэнгридж удостоился права защищать честь страны на летних Олимпийских играх 2004 года в Афинах, вместе с напарником Мэттью Уэллсом в двойках парных со второго места квалифицировался на предварительном этапе, затем в полуфинале занял четвёртое место (до попадания в главный финал «А» им не хватило всего 0,06 секунды), после чего в утешительном финале «Б» финишировал первым и, таким образом, расположился в итоговом протоколе соревнований на восьмой строке.
Первого серьёзного успеха на взрослых международных соревнованиях добился в сезоне 2007 года, когда попал в основной состав британской национальной сборной и побывал на чемпионате мира в Мюнхене, откуда привёз награду бронзового достоинства, выигранную в распашных безрульных двойках. Кроме того, завоевал две золотые медали на этапах Кубка мира. Представлял страну на Олимпиаде 2008 года в Пекине, на сей раз выступал в восьмёрках в экипаже с такими гребцами как Алекс Партридж, Том Столлард, Том Люси, Ричард Эджингтон, Джош Уэст, Аластер Хиткоут, Колин Смит и рулевым Эйсером Нетеркоттом — они были лучшими в отборочной гонке, тогда как в финале пришли к финишу вторыми, уступив только команде Канады.
В 2009 году в безрульных четвёрках Мэтт Лэнгридж одержал победу на чемпионате мира в польской Познани. В сезоне 2011 года в той же дисциплине повторил это достижение. Находясь в числе лидеров гребной команды Великобритании, благополучно прошёл отбор на Олимпийские игры 2012 года в Лондоне — совместно с такими гребцами как Ричард Эгинтон, Константин Лоулоудис, Том Рэнсли, Алекс Партридж, Мохамед Сбихи, Грегори Сирл, Джеймс Фоад и рулевым Филаном Хиллом финишировал вторым в квалификационном заезде, но через утешительный заезд всё же пробился в финальную стадию. В финале британцы заняли третье место, уступив командам Германии и Канады, вынуждены были довольствоваться бронзовыми олимпийскими наградами.
После лондонской Олимпиады Лэнгридж остался в основном составе британской национальной сборной и продолжил принимать участие в крупнейших международных регатах. Так, в 2014 году в безрульных двойках он получил серебро на мировом первенстве в Амстердаме. В сезоне 2015 года вновь успешно выступал в распашных двойках без рулевого, в частности получил золото на чемпионате Европы в Познани и серебро на чемпионате мира в Эгбелете. Позже добавил в послужной список бронзовую награду, выигранную в восьмёрках на первенстве континента в немецком Бранденбурге.
Благодаря череде удачных выступлений удостоился права защищать честь страны на Олимпийских играх 2016 года в Рио-де-Жанейро, где стартовал в составе экипажа, куда также вошли гребцы Скотт Дюрант, Эндрю Триггз-Ходж, Мэтт Готрел, Пит Рид, Пол Беннетт, Том Рэнсли, Уильям Сэтч и рулевой Филан Хилл. Они с первого места квалифицировались на предварительном этапе и тем самым сразу попали в финальную стадию соревнований. В финальном решающем заезде британцы так же финишировали первыми и завоевали, таким образом, золотые олимпийские медали.
За выдающиеся достижения в академической гребле по итогам сезона был награждён Орденом Британской империи.